# 1996年伊拉克未遂政变
1996年伊拉克未遂政变 是针对萨达姆·侯赛因总统及其政权的未遂政变，是对伊拉克总统发动的一系列袭击和暗杀企图的一部分。这次尝试发生在1996年6月，当时伊拉克政府称美国策划了一场针对政府的未遂政变阴谋。